# 김국환 (1972년)
김국환(1972년 9월 13일 ~ )은 대한민국의 축구 선수이며, 포지션은 윙어이다.